# Salix vaudensis
Salix vaudensis är en videväxtart som beskrevs av Johann Christoph Schleicher och James Forbes. Salix vaudensis ingår i släktet viden, och familjen videväxter. Inga underarter finns listade i Catalogue of Life.